# Zerogone submissella
Zerogone submissella är en spindelart som först beskrevs av Embrik Strand 1907.  Zerogone submissella ingår i släktet Zerogone och familjen täckvävarspindlar. Inga underarter finns listade i Catalogue of Life.